# Tim Brinkman
Tim Brinkman (Utrecht, 22 maart 1997) is een Nederlands voetballer die als linker verdediger speelt. Hij stroomde in 2016 door vanuit de jeugd van FC Utrecht. Brinkman is de zoon van oud-hockeyinternational Jacques Brinkman

## Clubcarrière

### Jong FC Utrecht
Brinkman is afkomstig uit de jeugdopleiding van Ajax. In 2010 stapte Brinkman over naar FC Utrecht. Op 5 augustus 2016 debuteerde de linksbenige verdediger voor Jong FC Utrecht in de Eerste divisie tegen NAC Breda. Hij speelde de volledige wedstrijd. De club uit Breda won de openingswedstrijd van het seizoen 2016/17 met 4–1. In het seizoen 2018/2019 is Brinkman reserve-aanvoerder achter Redouan El Yaakoubi

### FC Utrecht
Het officiële debuut voor FC Utrecht maakte hij op 31 oktober 2018, in de tweede ronde van de KNVB Beker. FC Utrecht won met 5-1 van ASWH en Dick Advocaat stuurde hem in de 80e minuut, bij een 4-1 stand, het veld in als vervanger van Leon Guwara.
Brinkman is hiermee de 4e speler die vanuit Jong FC Utrecht speelminuten heeft gemaakt in het 1e van FC Utrecht sinds de toetreding tot de eerstedivisie. Venema, Velanas en Sow gingen hem voor, al maakten zij hun minuten vooral in de eredivisie.

## Statistieken
| Seizoen         | Club            | Competitie      | Competitie | Competitie | Beker | Beker | Internationaal | Internationaal | Totaal | Totaal |
| Seizoen         | Club            | Competitie      | Wed.       | Dlp.       | Wed.  | Dlp.  | Wed.           | Dlp.           | Wed.   | Dlp.   |
| --------------- | --------------- | --------------- | ---------- | ---------- | ----- | ----- | -------------- | -------------- | ------ | ------ |
| 2016/17         | Jong FC Utrecht | Eerste divisie  | 3          | 0          | 0     | 0     | -              | -              | 3      | 0      |
| 2017/18         | Jong FC Utrecht | Eerste divisie  | 25         | 0          | 0     | 0     | -              | -              | 25     | 0      |
| 2018/19         | Jong FC Utrecht | Eerste divisie  | 11         | 0          | 0     | 0     | -              | -              | 11     | 0      |
| 2018/19         | FC Utrecht      | eredivisie      | 0          | 0          | 1     | 0     | 0              | 0              | 1      | 0      |
| Club totaal     | Club totaal     | Club totaal     | 39         | 0          | 1     | 0     | 0              | 0              | 40     | 0      |
| Carrière totaal | Carrière totaal | Carrière totaal | 39         | 0          | 1     | 0     | 0              | 0              | 40     | 0      |

Bijgewerkt tot 31 oktober 2018